# Robert Clive

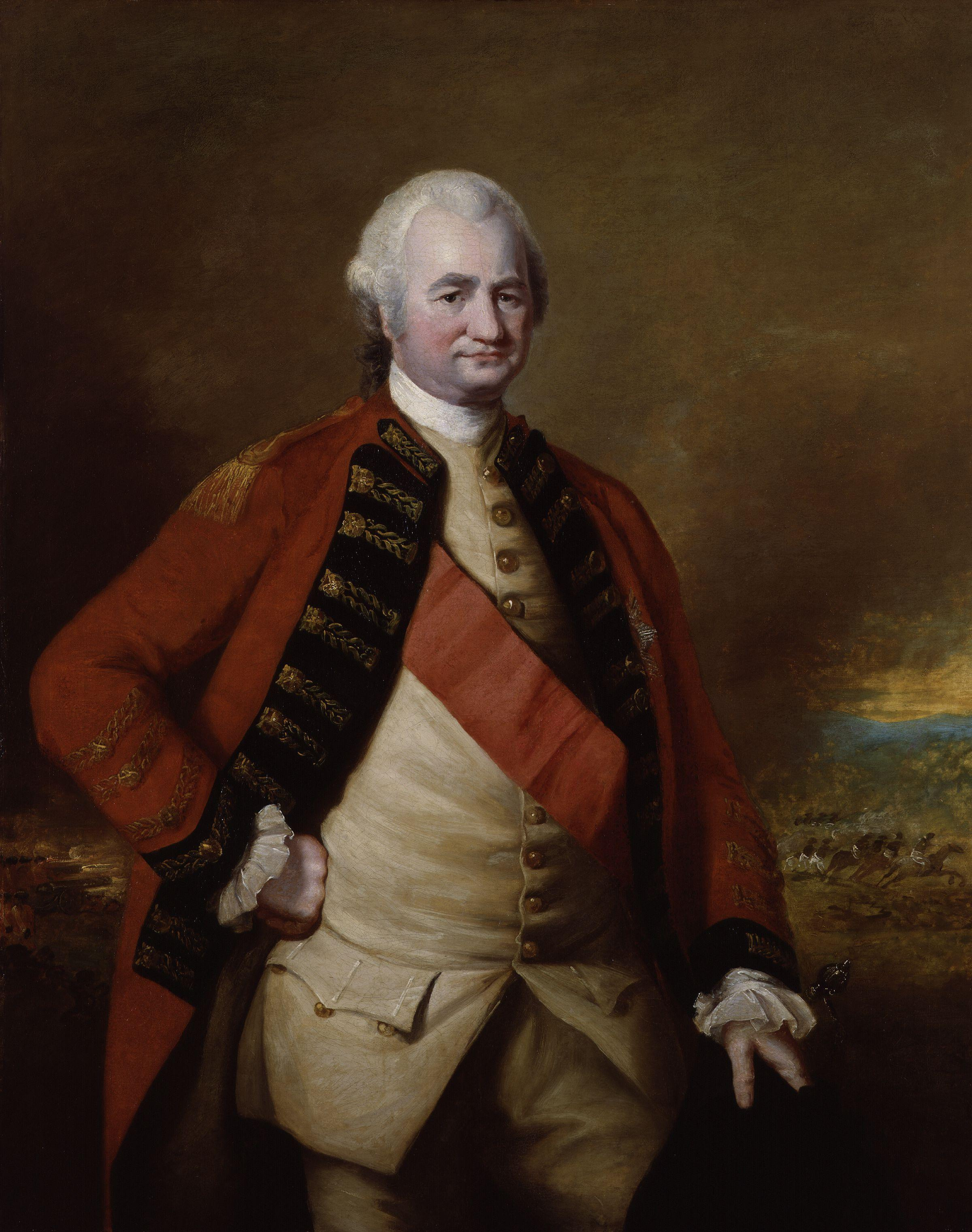
Robert Clive, de eerste Baron Clive of Plassey. Olieverf op doek, door Nathaniel Dance, datum onbekend.

Robert Clive, de eerste Baron Clive of Plassey, (Shropshire, 29 september 1725 – Londen, 22 november 1774), door zijn landgenoten wel Clive of India genoemd, was een Brits militair en koloniaal bestuurder wiens militaire overwinningen aan de basis stonden van de Britse heerschappij over India. Clive was opgeleid als koopman en begon zijn loopbaan als klerk bij de East India Company in Madras. Toen de Britse kolonies door de Fransen bedreigd werden in de Eerste Oorlog om de Carnatic meldde hij zich aan voor militaire dienst. Zijn gewaagde inname en heldhaftige verdediging van Arcot (1751), waarbij hij tegenover een overmacht stond, vormde een omslagpunt in de oorlog ten gunste van de Britten. Clive's bekendste wapenfeit was zijn overwinning in de slag bij Plassey (1757) op de nawab van Bengalen, opnieuw tegen een grote overmacht. Als gevolg van deze overwinning viel het bestuur van Bengalen in handen van de Britse East India Company. Clive vergaarde een fortuin in India en keerde naar Engeland terug als een gevierd man. Hedendaagse critici wijzen echter op de corruptie en zelfverrijking van de Britse beambten onder Clive's bevel. Ook in zijn eigen tijd zette de zelfverrijking van beambten van de Company veel kwaad bloed, maar Clive verdedigde zijn optreden in het Britse parlement met verve. Samen met de latere gouverneur-generaal Warren Hastings wordt Clive gezien als stichter van Brits-Indië.

## Jeugd

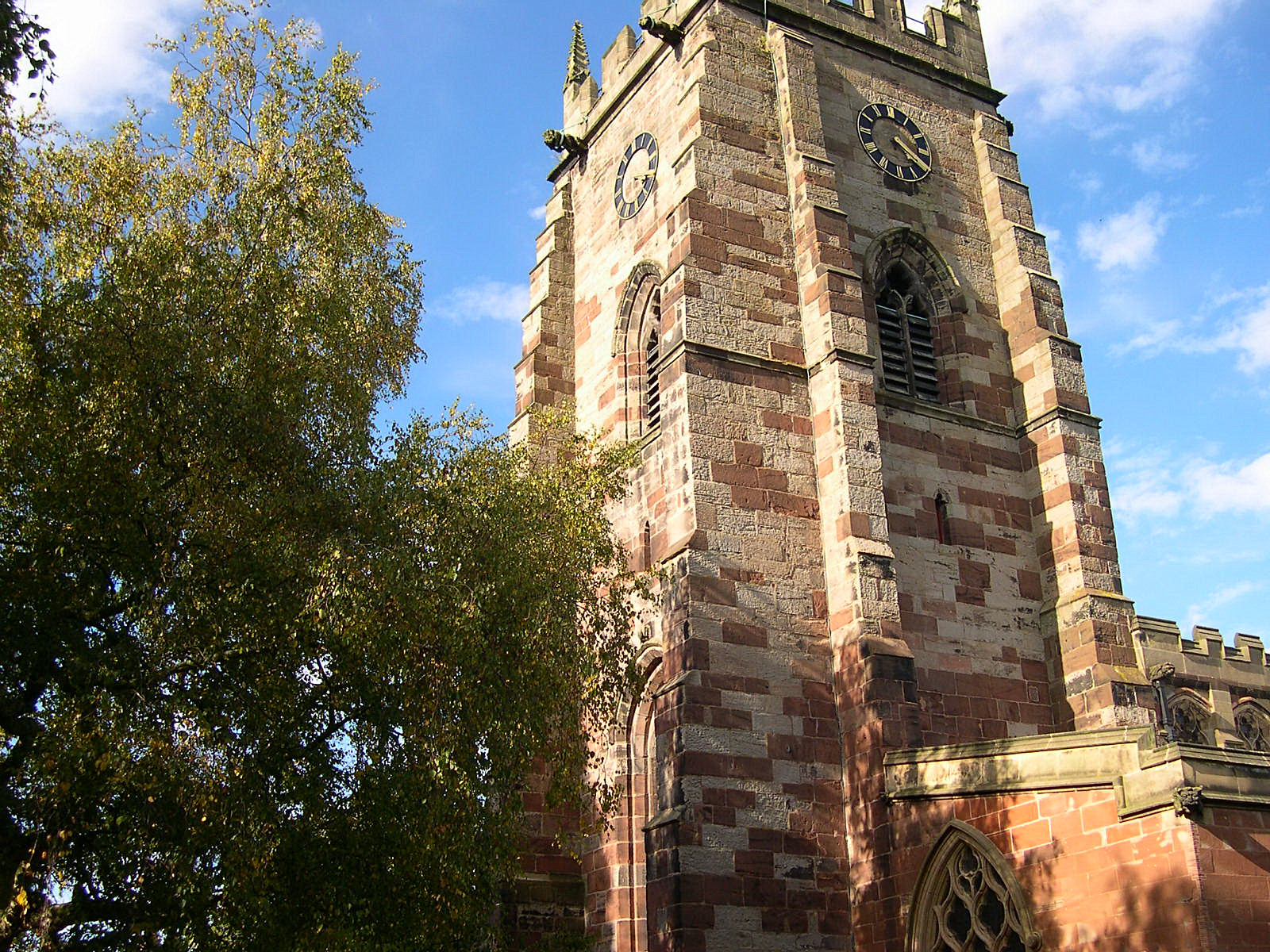
De kerktoren van Market Drayton in Shropshire, die Clive als kind zou hebben beklommen.

Robert Clive was de zoon van Richard Clive en Rebecca Gaskell. Hij was de oudste van dertien kinderen, van wie er zes jong stierven; vijf dochters en twee zoons bereikten de volwassenheid. De familie bezat sinds de 16e eeuw een klein landhuis met de naam Styche Hall bij Market Drayton in Shropshire. De opbrengsten uit het landgoed bedroegen rond de 500 Britse pond per jaar (dat is, omgerekend naar 2010, rond de 120.000 euro), waarmee de familie tot het rijkere deel van de Engelse middenklasse behoorde. Voor vader Richard Clive betekende het landgoed een welkome aanvulling op zijn inkomen als advocaat in Londen. Daarnaast was hij parlementslid voor het district Montgomeryshire. Richard Clive had een humeurig karakter, dat zijn zoon blijkbaar van hem erfde. De jonge Robert Clive werd als peuter naar zijn moeders zuster in Manchester gestuurd om daar te worden opgevoed, mogelijk vanwege de afwezigheid van zijn vader op het landgoed in Shropshire. De tante meldde dat het kind aanleg voor vechtpartijen toonde. Op school was hij geen goede leerling en veroorzaakte hij regelmatig problemen.
De tante stierf toen Robert Clive negen jaar oud was. Na een kort verblijf in zijn vaders huis in Londen werd hij terug naar Shropshire gestuurd. In Market Drayton voerde hij een groep jongens aan die de lokale winkeliers terroriseerden. Clive toonde al op jonge leeftijd weinig angst: hij zou ooit de kerktoren van het dorp beklommen hebben om op een gargoyle gezeten voorbijgangers schrik aan te jagen. Voor school had de jonge Clive echter weinig interesse. Zijn vader stuurde hem achtereenvolgens naar scholen in Londen en Hertfordshire om uiteindelijk een opleiding als koopman af te ronden. Robert Clive bezat een bovengemiddelde intelligentie, maar had een impulsief karakter en was als jongen fysiek sterk ontwikkeld, waarbij hij weinig interesse in studie toonde. Op latere leeftijd zou hij het gebrek aan educatie in zijn jeugd compenseren met zelfstudie.

## Eerste verblijf in India (1744-1753)

### Aanstelling in Madras
In 1743 wist vader Clive een positie als klerk bij de East India Company voor zijn zoon te regelen. De jonge Clive werd aangesteld in Fort St. George bij Madras (tegenwoordig Chennai), de Britse handelspost in het zuiden van India. Clive's schip naar India liep voor de kust van Brazilië vast en hij moest negen maanden wachten tot de reparaties voltooid waren. Hij benutte zijn gedwongen verblijf in Brazilië om Portugees te leren spreken.
Clive arriveerde in juni 1744 in Madras. In Fort St George werkte hij in de volgende twee jaren als klerk en koopman in de Britse factorij. Hij ontwikkelde een interesse in boeken en bracht zijn vrije tijd deels door in de bibliotheek van de gouverneur.
De Coromandelkust was destijds verdeeld over twee inheemse heersers: de nizam van Haiderabad en de nawab van de Carnatic, die in theorie ondergeschikt was aan de nizam maar in de praktijk meestal zelfstandig opereerde. Naast de Britse kolonie in Fort St. George was er ook een Franse handelspost in het gebied, Pondicherry. De Britten hadden nog een andere kolonie 80 km ten zuiden van Madras, Fort St. David in Cuddalore. De Britse, Franse, Nederlandse en Portugese handelsondernemingen wedijverden om de gunst van de lokale heersers van India, met als doel het beheersen van de lucratieve handel in textiel en specerijen. In de loop van de 18e eeuw werden daarbij in toenemende mate militaire middelen ingezet. Na de nationalisering van de Franse handelscompagnie in 1720 voerden de Fransen in India een politiek gericht op het stichten van een machtig handelsimperium en de Britse handelaren hadden vergelijkbare ambities. Toen de twee landen in 1740 in Europa in oorlog kwamen bleef een gewapend conflict in India aanvankelijk echter uit.
De strijd in India, die bekendstaat als de Eerste Oorlog om de Carnatic, brak pas uit met een Britse aanval op de Franse vloot in 1745. Deze zeeslag bewoog de Franse gouverneur Dupleix ertoe de steun van admiraal La Bourdonnais te zoeken. De vloot van deze zeerover viel op 4 september 1746 Madras aan. Na enkele dagen van bombardementen viel de Britse kolonie in Franse handen.

### Eerste Oorlog om de Carnatic en Thanjavur-expeditie
Clive en andere Britse beambten werden gevangengenomen en alleen vrijgelaten na een belofte af te leggen niet te zullen ontsnappen. Clive en drie andere Britten weigerden dit en ontsnapten vervolgens toch aan hun Franse bewakers, om vermomd als Indiërs naar Fort St. David (Cuddalore) te ontkomen. Hoewel dit in de hiërarchie van de East India Company als een stap terug gezien werd, besloot Clive zich in Fort St. David aan te melden voor militaire dienst. De Britten sloegen op 11 maart 1747 met hulp van de nawab van de Carnatic een Franse aanval op het fort af, waarbij Clive's optreden de aandacht trok van zijn superieuren. Hij werd bevorderd tot "ensign" (vaandrig).
Clive vocht ook mee tijdens het beleg van Pondicherry in 1748. Clive's moedige optreden viel de Britse commandant majoor Stringer Lawrence op en inspireerde de soldaten die onder hem dienden. Het beleg moest worden opgeheven toen in oktober 1748 de moessonregens begonnen. In december dat jaar werd in Europa de vrede getekend; begin 1749 bereikte dit nieuws ook India. De Fransen gaven Madras terug aan de Britten, overigens tegen de zin van gouverneur Dupleix, die de ambitie had een koloniaal rijk in India te stichten. De Brits-Franse rivaliteit in India werd daarna met diplomatieke middelen voortgezet.
Clive werd gepromoveerd tot luitenant en was lid van een mislukte Britse expeditie om een gunstig gezinde pretendent op de troon van Thanjavur te plaatsen, een klein Marathastaatje ten westen van de Carnatic. De expeditie werd geteisterd door de moessonregens en de door de pretendent voorspelde steun van de lokale bevolking bleef uit. Achtervolgd door het leger van Thanjavur moesten de Britten rechtsomkeert maken. Majoor Lawrence leidde daarna om het verloren prestige te herstellen een tweede expeditie naar Thanjavur, waaraan Clive opnieuw deelnam. Bij Devikottai kwam het tot een treffen met de strijdmacht van de radja van Thanjavur. Clive's gewaagde oversteek van de rivier de Coleroon met dertig man dwong de tegenstander het fort van Devikottai prijs te geven. Het kwam tot onderhandelingen waarbij de door de Britten gesteunde pretendent zijn claim opgaf in ruil voor een jaarlijks pensioen. Lawrence was Clive dankbaar voor diens rol en zorgde ervoor dat zijn jonge ondergeschikte een lucratieve functie in de inkoop van goederen in Fort St. George kreeg toegewezen.

### Tweede Oorlog om de Carnatic
Zowel de Britten als de Fransen probeerden hun macht over het binnenland uit te breiden door zich in de hofintriges van inheemse heersers te mengen. In 1748 stierf de nizam van Haiderabad, de machtigste staat op het oostelijke deel van het Indisch Schiereiland. De nizam had zijn kleinzoon Muzaffar Jang tot opvolger benoemd, maar zijn zoon Nasir Jang maakte eveneens aanspraak op de troon. De Franzen kozen de kant van Muzaffar Jang, die ook gesteund werd door Chanda Sahib, een troonpretendent voor Arcot. In augustus 1749 versloegen deze drie bondgenoten het leger van de nawab van Arcot. De nawab sneuvelde in de strijd. De Britten zagen vanzelfsprekend liever niet de Franse bondgenoot Chanda Sahib op de troon in Arcot en steunden de zoon van de gesneuvelde nawab, Muhammed Ali Khan Wallajah.

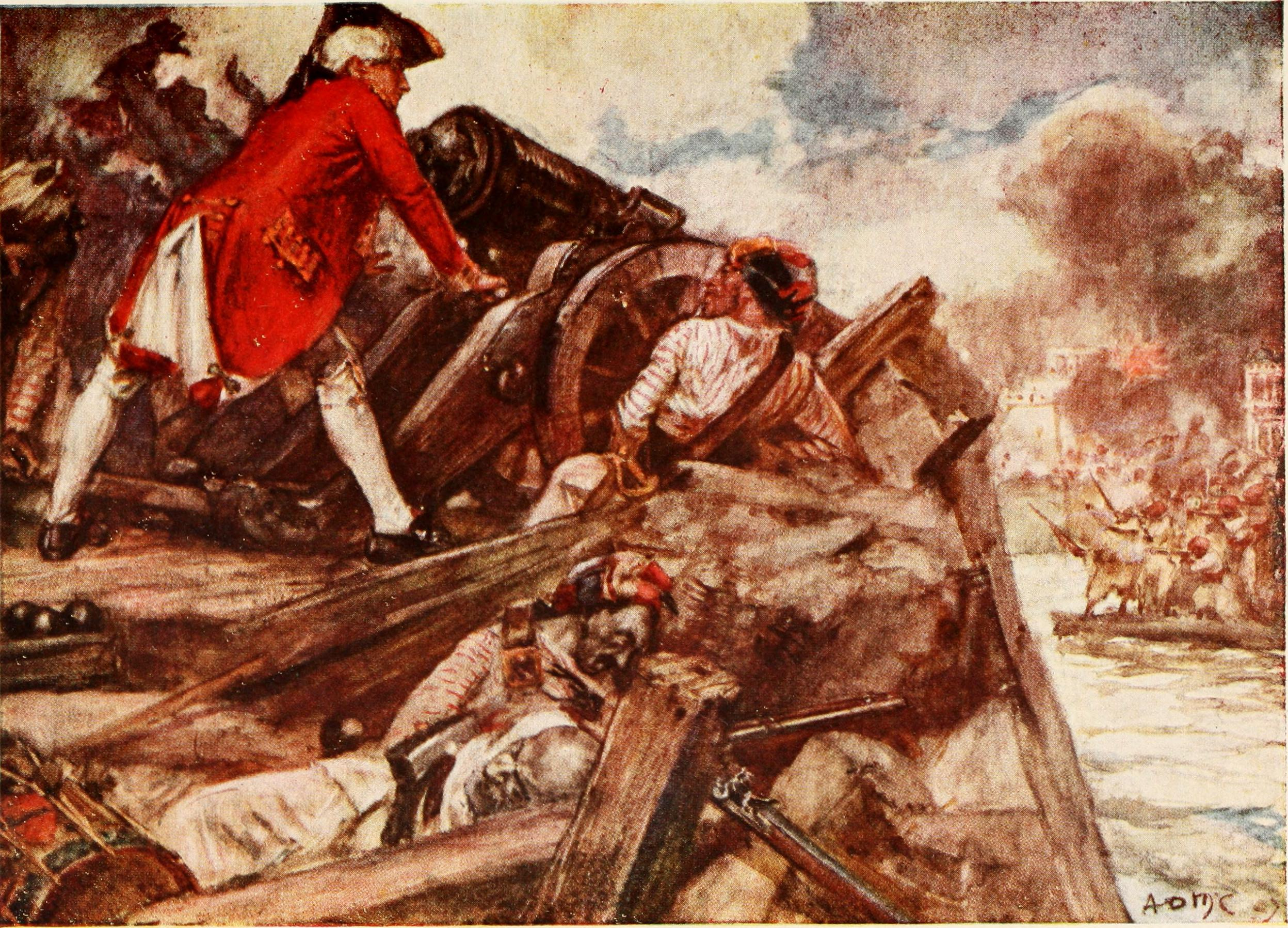
Clive leidt de verdediging van Arcot tegen de troepen van Chanda Sahib. Een prent uit een vroeg-20e-eeuws Brits schoolboek.

Robert Clive werd in 1750 naar Bengalen gestuurd om te herstellen van een ziekte, en was niet aanwezig tijdens het voor de Britten desastreus verlopen eerste deel van de oorlog. In Bengalen ontmoette hij de schrijver Robert Orme, met wie hij bevriend raakte. Majoor Lawrence was in 1750 naar Engeland teruggekeerd en de achtergebleven Britse bevelhebbers leken niet in staat de Franse overwinning te voorkomen. Onder deze omstandigheden keerde Clive in 1751 terug naar Madras. Hij was onderdeel van een Britse strijdmacht die naar Trichinopoly gestuurd werd, waar Muhammed Ali Khan Wallajah door Chanda Sahib werd belegerd. De expeditie werd halverwege afgebroken omdat de bevelhebber weigerde de aanval in te zetten.
Clive lijkt zich erg te hebben opgewonden over deze mislukking. Hij eiste van de Britse bestuurders in Cuddalore en Madras dat ze hem manschappen stuurden, zodat hij een aanval op Arcot uit kon voeren. Dit zou Chanda Sahib dwingen zich rond Trichinopoly terug te trekken of ten minste zijn troepen te verdelen. Men stelde Clive slechts 200 Europese huurlingen, 300 sepoys (inheemse huurlingen) en drie kanonnen ter beschikking. Tot kapitein bevorderd trok hij met dit kleine legertje naar Arcot, dat zonder slag of stoot in zijn handen viel. De Britten verschansten zich daarop in het kleine fort van de stad en wat volgde was het beleg van Arcot, dat van Clive een beroemdheid zou maken. Gedurende drie maanden wisten de verdedigers zich tegen een grote overmacht van Indische en Franse troepen staande te houden. De succesvolle verdediging van Arcot had als gevolg dat de Maratha's en de radja van Thanjavur versterkingen konden sturen naar Trichinopoly, waardoor de kansen in de oorlog zich omkeerden.
Clive's acties hadden hem bekendheid in Engeland gebracht. De Britse premier William Pitt de Oudere roemde de moed van de jonge officier die de Britten ondanks zijn gebrek aan een militaire opleiding de overwinning bezorgd had. De directeuren van de East India Company schonken Clive een met edelstenen ingelegd zwaard ter waarde van 700 Britse ponden, hetgeen hij weigerde te aanvaarden tenzij zijn superieur Lawrence een vergelijkbaar zwaard zou krijgen. Lawrence zelf was dat jaar terug naar India gekeerd en had het bevel weer op zich genomen. De oorlog werd tot een voor de Britten succesvol einde gebracht met de installatie van Muhammed Ali Khan Wallajah op de troon van Arcot. In juni 1752 gaven de Fransen en hun bondgenoten zich over. Chanda Sahib was inmiddels gedood tijdens een muiterij van zijn troepen in Thanjavur. Het betekende een gevoelig verlies voor de Franse gouverneur Dupleix, die in 1754 werd teruggeroepen naar Frankrijk. Zijn oorlogszuchtige handelen had in de ogen van zijn superieuren de Franse handelsbelangen in gevaar gebracht.

## Eerste terugkeer naar Engeland en tweede verblijf in India (1753-1760)

### Huwelijk, verblijf in Londen en terugkeer naar India

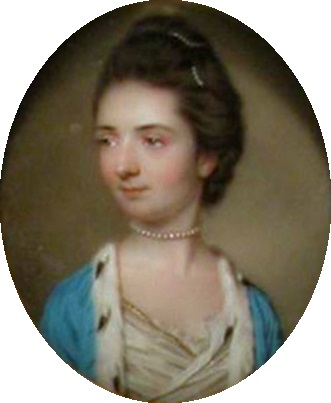
Robert Clive's vrouw Margaret Maskelyne, de latere lady Clive. Waterverfportret op ivoor, door John Smart, 1770.

Terug in Fort St. Davis vroeg Clive de zeventienjarige Margaret Maskelyne ten huwelijk. Zij was de dochter van zijn vriend Edmund Maskelyne (en een zuster van de later beroemd geworden sterrenkundige Nevil Maskelyne). Het huwelijk vond plaats op 18 februari 1753 en het jonge paar vertrok een maand later terug naar Engeland, waar Clive zich in Londen vestigde om zich te mengen in het sociale leven van de Britse elite. Clive was tussen 1754 en 1755 kortstondig parlementslid als vertegenwoordiger van een district in Cornwall, maar zijn benoeming werd door een politieke rivaal succesvol aangevochten. Na dit voorval besloot hij zijn carrière in de politiek op te geven. In plaats daarvan aanvaardde hij een benoeming tot plaatsvervangend gouverneur van Fort St. David (Cuddalore) en keerde hij terug naar India.

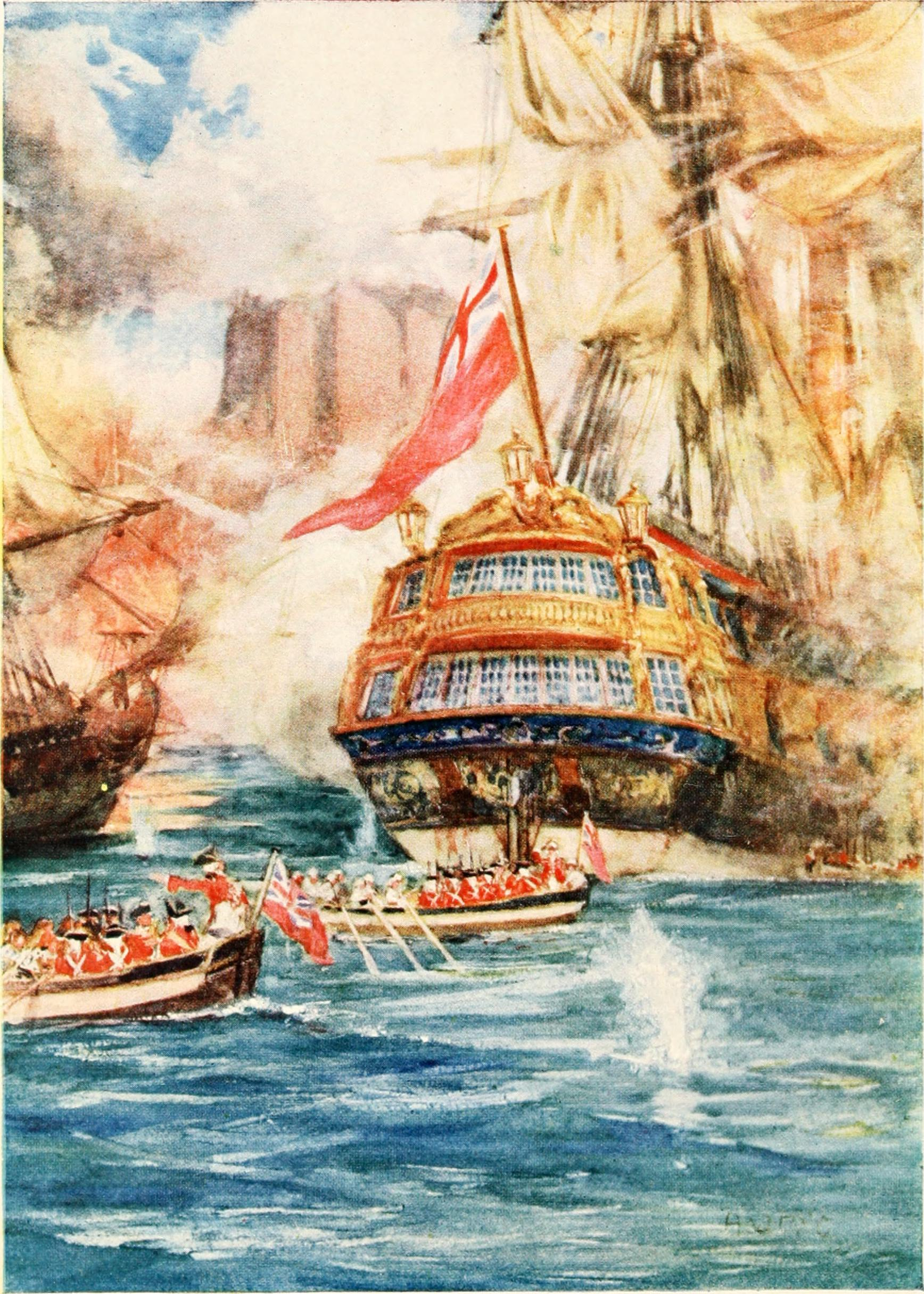
Britse troepen onder leiding van Clive ontschepen zich voor de bestorming van Gheriah (11 februari 1756). Prent uit een vroeg-20e-eeuws Brits schoolboek.

Onderweg leed een van de schepen in Clive's konvooi schipbreuk in de buurt van Port Elizabeth (tegenwoordig in Zuid-Afrika). Clive verloor daarbij een fortuin, omdat het verloren gegane schip zijn kist vervoerde met goudstukken ter waarde van 33.000 pond.
Clive had nu de rang van luitenant-kolonel. Samen met admiraal Watson werd hij begin 1756 naar de Indiase westkust gezonden in een campagne tegen de Marathaleider Tulaji Angre, een tegenstander van peshwa Nana Saheb. De Britten steunden de peshwa vooral wegens de te verwachten buit. Op 11 februari 1756 leidde Clive de bestorming van het fort Gheriah (tegenwoordig: Vijaydurg), dat dankzij de Britse overmacht zonder veel moeite ingenomen werd. Clive zelf weigerde een deel van de bij de plundering van het fort verkregen rijkdommen te aanvaarden.

### Val en herovering van Calcutta
Terwijl Clive en de Britse troepen in het westen van India waren stierf de nawab van Bengalen, Alivardi Khan, die de Britten altijd gunstig gezind geweest was. In Bengalen hadden de Britten een handelskolonie, Calcutta, die verdedigd werd door de vestiging Fort William, en enkele handelsposten. Bengalen was vooral belangrijk als centrum voor de textielproductie. Sinds 1717 hadden de Britten officieel toestemming van de Mogolkeizer om in het gebied vrij handel te drijven. De nawabs van Bengalen trokken zich weinig van de keizerlijke farman aan maar tolereerden de Britse aanwezigheid in ruil voor belastingafdracht. Dit was een situatie waar beide partijen wel bij voeren.
De nieuwe nawab, Siraj ud-Daulah, wilde de voorrechten van de Europese handelaren in zijn gebied echter inperken. Toen de bestuurders van Calcutta weigerden hun verdedigingswerken te ontmantelen ging de nawab over tot de aanval. Binnen een aantal weken waren alle Britse kolonies in het gebied ingenomen. Een groep Britse gevangenen werd een nacht lang in een kleine cel opgesloten, waar velen omkwamen van uitputting en verstikking. Dit voorval, dat bekend kwam te staan als de "Black Hole of Calcutta", wekte grote woede in de Britse publieke opinie. Daarnaast liep de East India Company door het verlies van haar kolonies een geschatte schade op van 2 miljoen Britse pond. In augustus 1756 stuurden de bestuurders van Madras (waaronder Clive's oude vriend Robert Orme) Clive met een troepenmacht van 900 Europese troepen en 1500 sepoys, ondersteund door de vloot van admiraal Watson, naar Bengalen om de kolonies te heroveren en de nawab tot vrede te dwingen.
In december 1756 bereikten de Britse troepen Bengalen. Op 2 januari 1757 werd Calcutta zonder veel moeite ingenomen. Het leger van de nawab arriveerde in februari bij Calcutta. Clive's ondergeschikte, kapitein Eyre Coote, schatte de sterkte van het leger van de nawab op 40.000 cavalerie, 60.000 infanterie en 30 kanonnen. Hoewel dit waarschijnlijk sterk overdreven was, stonden de Britten voor een grote overmacht. Clive voerde in de vroege morgen van 5 februari echter een verrassingsaanval op het kamp van de nawab uit, waarbij hij met 540 Britse soldaten, 600 mariniers, 800 sepoys en 14 veldartillerie dwars door de linies van de vijand trok. Aan Britse zijde vielen slechts 57 doden, maar de verliezen aan Bengaalse zijde waren groot. De nawab besloot daarop met Clive te onderhandelen. De nawab erkende het verlies van Calcutta en zegde herstelbetalingen toe ter compensatie van de Britse verliezen. Er volgde een gespannen wapenstilstand.
Naast de bevrijding van Calcutta had Clive als opdracht iets aan de Franse aanwezigheid in Bengalen te doen, omdat de Fransen Siraj ud-Daulah militaire steun konden verlenen. Bovendien waren Engeland en Frankrijk opnieuw in oorlog (1756-1763). De Fransen hadden een kolonie in Chandernagar, 32 km ten noorden van Calcutta aan de Hooghly. In maart 1757 trokken de Britse troepen naar Chandernagar, dat na anderhalve week strijd door Clive werd ingenomen. Hoewel Clive's opdracht nu vervuld was, was dit niet het einde van de campagne.

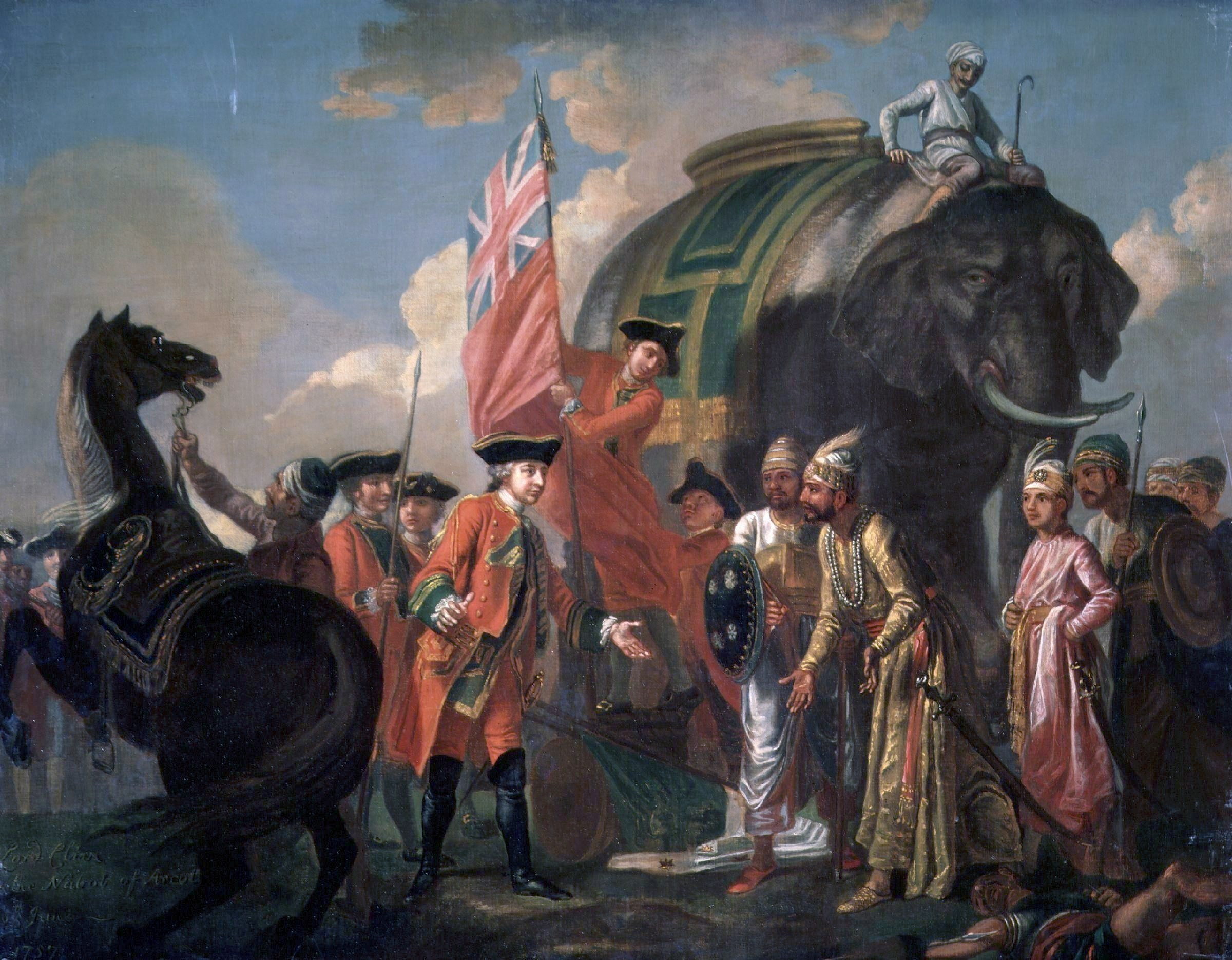
Robert Clive en Mir Jafar ontmoeten elkaar na afloop van de slag bij Plassey. Olieverfschilderij door Francis Hayman, rond 1760.

### Slag bij Plassey en de gevolgen
Clive vertrouwde Siraj ud-Daulah niet en besloot te proberen van de nawab af te komen. Met dit doel kwam hij via de Britse afgezant aan het hof van de nawab in Murshidabad, William Watts, en een Bengaalse koopman in contact met enkele ontevreden hovelingen, waaronder de militaire bevelhebber Mir Jafar. In ruil voor militaire steun beloofde Clive Mir Jafar op de troon te helpen. De koopman kreeg een beloning van 300.000 Britse pond in het vooruitzicht gesteld. Clive was echter niet van plan dit geld over te dragen: hij liet een vals contract opstellen om de koopman te bedriegen.
Na de Britse inname van Chandernagar had Siraj ud-Daulah zijn troepen bij Cossimbazar gelegerd, om de Britten de verdere doorgang naar het noorden te versperren. Clive trok het leger van de nawab tegemoet en de twee legers ontmoetten elkaar bij het dorpje Plassey (tegenwoordig: Palashi). Het Bengaalse leger was ten minste 50.000 man sterk en had de beschikking over Franse artillerie. Clive kon daar slechts 3000 man tegenover stellen. De Britse overwinning was dan ook vooral te danken aan het feit dat het grootste deel van de Bengaalse troepen, dat onder bevel van Mir Jafar stond, zich afzijdig hield. Siraj ud-Daulah ontvluchtte het slagveld en de volgende morgen ontmoetten Clive en Mir Jafar elkaar. Aan het hoofd van de gezamenlijke troepenmacht reden Mir Jafar en Clive daarop naar Murshidabad, waar Mir Jafar als nawab geïnstalleerd werd. Siraj ud-Daulah werd enkele dagen later aangehouden en vermoord. Clive had aan Eyre Coote de ondankbare taak gelaten de van het strijdveld gevluchte Fransen onder Jean Law te achtervolgen
Mir Jafar, die nu nawab van Bengalen was, zegde Clive toe de keizerlijke farman uit 1717 te respecteren, zodat de Britten vrij handel konden drijven in Bengalen, Bihar en Orissa. Daarnaast beloofde hij de East India Company drie miljoen pond schadevergoeding te betalen. De Bengaalse schatkist bleek later onvoldoende gevuld om deze belofte te kunnen waarmaken. Wel kregen het Britse leger en zeemacht elk 275.000 pond uit de Bengaalse schatkist om te verdelen onder de deelnemers aan de Bengaalse expeditie. Tussen 1757 en 1760 ontving de East India Company ongeveer 22,5 miljoen rupees van Mir Jafar. Daarnaast kreeg de Company de opbrengsten van 24 pargana's (districten) ten zuiden van Calcutta toegewezen. Clive zelf was tot gouverneur van Bengalen benoemd en ontving in juni 1759 van Mir Jafar een jagir (een district in leen, wat hem in feite een bestuurder in dienst van het Mogolrijk maakte) met een jaarlijkse opbrengst van 27.000 Britse ponden. Dit gold zelfs onder de Britse elite als een fabelachtig inkomen en zou in Engeland op veel kritiek stuiten.
De nieuwe situatie in Bengalen stelde de beambten van de Company in staat zich door corruptie en misbruik van vrijbrieven op schaamteloze wijze te verrijken. Na Plassey vestigden Britse handelaren zich door heel Bengalen en Bihar, om overal de handel in salpeter, indigo, opium en zeezout te monopoliseren - wat een verdere daling van de inkomsten van de nawab betekende. Mir Jafar was na verloop van tijd niet goed meer in staat de betalingen op te brengen. Hij nodigde de Nederlandse V.O.C. uit zich in Bengalen te vestigen met de hoop de Nederlanders tegen de Britten op te zetten. Clive wist de Nederlanders echter te verslaan in de slag bij Biderra (25 november 1759), wat een einde maakte aan de Nederlandse ambities in Bengalen. Clive's opvolger als gouverneur van Bengalen, Henry Vansittart, liet in 1760 Mir Jafar vervangen door zijn schoonzoon Mir Qasim. Clive keerde vanwege gezondheidsproblemen eerder dat jaar terug naar Engeland.

## Latere leven (1760-1774)

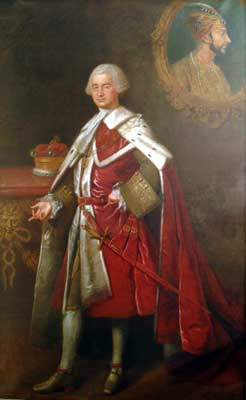
Robert Clive rond 1764, met op de achtergrond een portret van keizer Shah Alam II. Olieverfportret op doek, door Charles Clive.

### Terugkeer naar Engeland
Clive kwam in 1760 aan in Londen met een fortuin van ten minste 300.000 pond. Daarbovenop had hij het inkomen uit de jagir van 27.000 pond per jaar. Hij voorzag zijn ouders en zusters van een pensioen en maakte ook 500 pond per jaar over aan majoor Lawrence, zijn vroegere superieur.
Clive werd als held ontvangen aan het hof en kreeg een audiëntie van koning George III. Hij werd tot Baron Clive of Plassey benoemd, een ter gelegenheid gecreëerde adellijke titel in de peerage van Ierland. Hij kocht landerijen aan in de Ierse counties Limerick en Clare en werd bovendien samen met enkele vrienden in het Britse lagerhuis benoemd, waar hij tot zijn dood het district Shrewsbury vertegenwoordigde. Tussen 1762 en 1763 was hij ook major ("burgemeester") van Shrewsbury. In 1760 ontving hij een eredoctoraat van de universiteit van Oxford en in 1764 werd hij tot ridder in de Orde van het Bad geslagen. Hij bracht veel tijd door op het platteland van Shropshire. Problemen met zijn gezondheid deden hem ook regelmatig naar de kustplaats Bath reizen, waar hij bij kon komen van de drukte in Londen.
In het bestuur van de East India Company probeerde Clive ondertussen invloed op de gebeurtenissen in India te blijven uitoefenen. Hierin vond hij een geduchte tegenstander in Laurence Sullivan, een van de directeuren van de Company. Sullivan was bij onderhandelingen over de Vrede van Parijs (1763) voorstander van de teruggave van sommige Franse bezittingen in India. Clive maakte daar ernstig bezwaar tegen, waarop Sullivan de Company probeerde te bewegen Clive's jagir in te trekken. De vete liep dusdanig uit de hand dat de bestuurders van de Company in twee kampen verdeeld raakten. Uiteindelijk was het Clive die aan het langste eind trok.
Ondertussen liepen de gebeurtenissen in Bengalen ook uit de hand. Henry Vansittart bleek niet bij machte de financiële positie van de Company te verbeteren, of iets aan de corruptie onder de beambten te doen. Mir Qasim was in opstand gekomen en had daarbij enkele machtige inheemse bondgenoten weten te overhalen hem te steunen. Ironisch genoeg werd Clive door de Company terug naar India gestuurd met de opdracht iets aan de problemen te doen, die deels uit zijn acties voortkwamen. In mei 1765 arriveerde hij in Calcutta, waar hij zowel tot opperbevelhebber van de Britse strijdkrachten als gouverneur van Bengalen was benoemd.

### Tweede gouverneurschap van Bengalen
Mir Jafar was in januari 1765 gestorven, en had Clive een som van 70.000 pond nagelaten. Een paar maanden eerder had een Brits legertje onder Hector Munro in de slag bij Buxar de gecombineerde strijdmacht van de nawab van Avadh, de Mogolkeizer Shah Alam II en Mir Jafars opstandige schoonzoon Mir Qasim verslagen. Deze overwinning had niet alleen de Britse heerschappij over Bengalen veilig gesteld, ook de rest van de Gangesvlakte viel nu in Britse handen. De nawab van Avadh werd tot een vazal gemaakt, die een Britse resident aan zijn hof moest dulden, en de Mogolkeizer zelf trad met de Britten in onderhandeling.

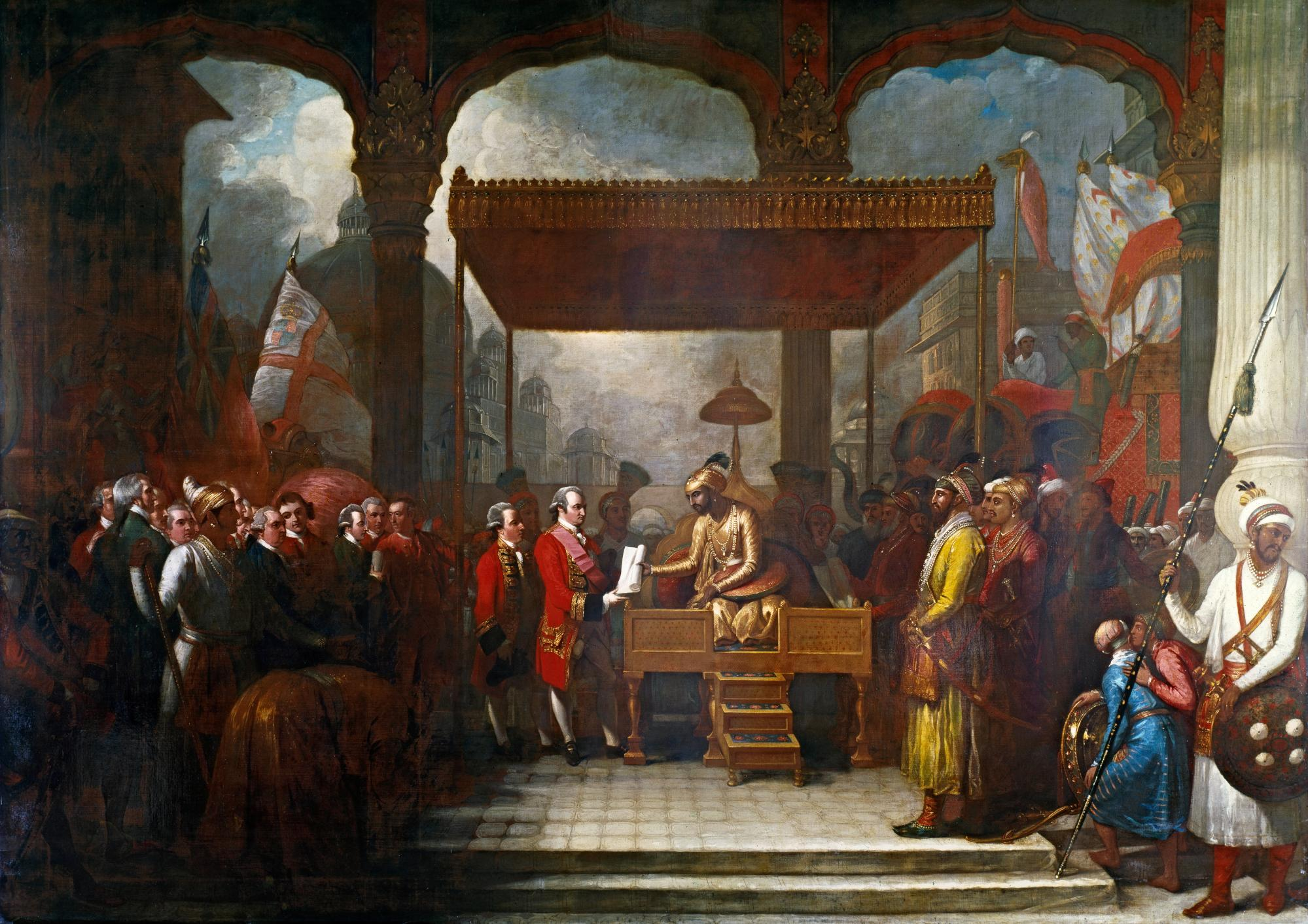
Keizer Shah Alam II overhandigt Robert Clive een acte waarin hij aan de East India Company het recht op diwan in Bengalen, Bihar en Orissa verleent. Olieverf op doek, door Benjamin West, 1818.

De keizer had al in 1758, na de slag bij Plassey, Clive de diwani (het belastingrecht) over Bengalen aangeboden. Shah Alam II had geen belang bij een sterke en zelfstandige nawab van Bengalen en verwelkomde diens nederlaag. Door de Britten de diwani te verlenen hoopte hij een klein deel van zijn macht over de rijke provincie te herstellen. Clive aarzelde echter om het aanbod te aanvaarden, omdat hij zich zorgen maakte dat de belastinginning bij de corrupte beambten van de Company in verkeerde handen was. In plaats daarvan vroeg hij premier William Pitt of de belasting in Bengalen niet beter direct aan de Britse schatkist ten goede kon komen. Pitt, die bang was dat dit de ambitieuze nieuwe koning George III financieel onafhankelijk van het parlement zou maken, zag hier echter weinig in.
Na de slag bij Buxar was Shah Alam II des te meer bereid de Britten ter wille te zijn. De Britten kregen de diwani van Bengalen toegekend. De keizer erkende ook het Britse bestuur in de Carnatic en zegde hen rechten toe in de Dekan. In ruil kreeg de keizer de op de nawab van Avadh veroverde steden Benares en Allahabad toegewezen en een jaarlijks pensioen uitbetaald door de Company. De overeenkomst werd beklonken tijdens een ontmoeting tussen Shah Alam en Clive op 12 augustus 1765 in Benares. Daarmee was de East India Company officieel heerser geworden over gebieden met in totaal 25 miljoen onderdanen. Hoewel de nawab in naam nog de verantwoording voor de rechtspraak en ordehandhaving in zijn provincies behield, had hij zonder belastinginkomsten geen mogelijkheid deze functies uit te blijven uitoefenen, zodat de Company ook dit deel van het bestuur op zich kon nemen.
In een poging de corruptie onder de beambten van de Company tegen te gaan verbood Clive hen giften van Indiërs aan te nemen. Dit had niet het gewenste resultaat, maar leidde wel tot een muiterij onder de Britse officieren.

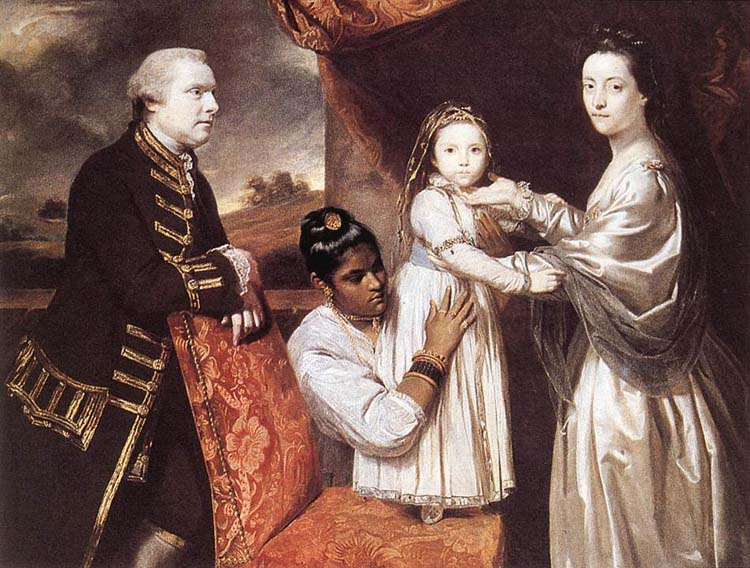
Robert Clive met zijn vrouw Margaret, een eveneens Margaret genaamd dochtertje (geboren 1763) en een Indische meid. Olieverf op doek, Joshua Reynolds, 1765.

### Laatste terugkeer naar Engeland en dood
Robert Clive keerde in 1767 terug naar Engeland, waar hij in Surrey het landhuis Claremont House aankocht. Hij liet het huis afbreken en vervangen door een door de architect Capability Brown ontworpen nieuw gebouw. In 1772 werd hij benoemd tot Lord Lieutenant van Shropshire. Zijn gezondheid ging duidelijk achteruit en hij bracht het grootste deel van 1768 met zijn familie door in Parijs, Zuid-Frankrijk en Brussel, in de hoop dat het klimaat hem goed zou doen.
Clive werd bij zijn derde terugkeer niet door iedereen als een held ontvangen. De Britse publieke opinie had zich tegen de activiteiten van de Britse beambten in India gekeerd. Daarnaast bleef de door Clive voorspelde toename in de inkomsten van de Company uit: de Company stond zelfs aan de rand van een bankroet. De directeuren van de Company hadden moeite kostbare militaire operaties als die van Clive aan hun aandeelhouders uit te leggen. Clive's critici, zoals directeur George Johnstone, vroegen zich af of de extra landopbrengsten van de diwani wel opwogen tegen de extra kosten van de militaire conflicten. Tegelijkertijd keerde de publieke opinie zich tegen de beambten van de Company die in India fortuin gemaakt hadden en zich als nouveau riches onder de Londense elite begaven. Deze werden door hun jaloerse landgenoten spottend "nabobs" genoemd - Clive was zelf het opvallendste voorbeeld.
In 1772 opende het Britse parlement een onderzoek naar de activiteiten van de East India Company. Clive's politieke tegenstanders, voornamelijk uit de liberale Whig Party, benutten de verhoren om hem persoonlijk aan te vallen. Clive verdedigde zich in het parlement tegen de beschuldigingen. Gevraagd naar de grote sommen geld die hij in India had aangenomen wees hij erop dat het de gangbare gewoonte van de Company was de bevelhebbers te laten delen in de oorlogsbuit. Clive vond dat hij zich, geconfronteerd met vergaande mogelijkheden zichzelf te verrijken, nog erg had ingehouden. Het parlement stemde ervoor hem van de beschuldigingen vrij te spreken, maar de negatieve publiciteit schaadde zijn reputatie. Een van zijn meest kritische tegenstanders, generaal John Burgoyne, beschuldigde hem er in 1773 van dat zijn zelfverrijking ten koste was gegaan van de Company en de Britse staatskas. Opnieuw verdedigde Clive zich op bevlogen wijze in het parlement, dat in plaats van de aantijgingen te steunen een motie aannam waarin Clive werd bedankt voor zijn verdiensten voor het land. In 1774 werd hem het opperbevel in de Britse kolonies in Noord-Amerika aangeboden, maar hij bedankte voor de eer.
Wat men dan ook van Clive's reputatie dacht, het was de politici duidelijk geworden dat de East India Company ongeschikt was om ongecontroleerd een groot koloniaal rijk te besturen. De Bengaalse hongersnood van 1770 werd mede toegeschreven aan de corruptie en het wanbestuur door de beambten van de Company. In 1773 en 1774 debatteerde het Britse parlement over een controlesysteem dat de corruptie kon terugdringen, hetgeen uiteindelijk leidde tot de Regulating Act van 1774. Er werden een gouverneur-generaal en een Board of Control aangesteld die boven de bestuurders van de verschillende Engelse kolonies in India stonden. Clive's voormalige protegé Warren Hastings werd tot de eerste gouverneur-generaal benoemd.
Clive was duidelijk aangeslagen door de beschuldigingen en beraadslagingen en leed aan periodes van depressies, waarin hij zich uit de openbaarheid terugtrok. Hij had ook last van galstenen en gebruikte opium om aan de pijn te ontkomen.
Op 22 november 1774 werd Clive dood gevonden in zijn huis in het Londense Berkeley Square. Omdat er verschillende versies zijn en er geen post mortem werd uitgevoerd is niet helemaal duidelijk hoe hij gestorven is. De meeste bronnen houden het erop dat hij zelfmoord pleegde door zijn keel door te snijden, maar een 20e-eeuwse biografie meldt dat zijn dood het gevolg was van overmatig drugsgebruik. Robert Clive werd bijgezet in de kerk van het dorpje Moreton Say in Shropshire, dicht bij het familielandgoed Styche Hall waar hij een deel van zijn jeugd doorbracht.

## Betekenis en nalatenschap

### "Stichter" van Brits-Indië
De overwinningen van Clive vestigden de heerschappij van de Britse East India Company over India. De corruptie en zelfverrijking die in het kielzog van Clive's overwinning bij Plassey optraden boden echter nog weinig garantie voor de vestiging van blijvend gezag. Dit kwam pas tot stand door de hervormingen van het bestuur en de rechtspraak onder de gouverneurs-generaal Warren Hastings (1773-1785) en Lord Cornwallis (1786-1792). Het was met name dankzij de imperialistische ambities van de derde gouverneur-generaal, Lord Wellesley (1798-1805), dat de Britse bezittingen uitgroeiden tot een koloniaal rijk dat heel Zuid-Azië omvatte. Gezegd kan worden dat Clive de militaire randvoorwaarden schiep die de stichting van dit rijk door anderen mogelijk maakte.

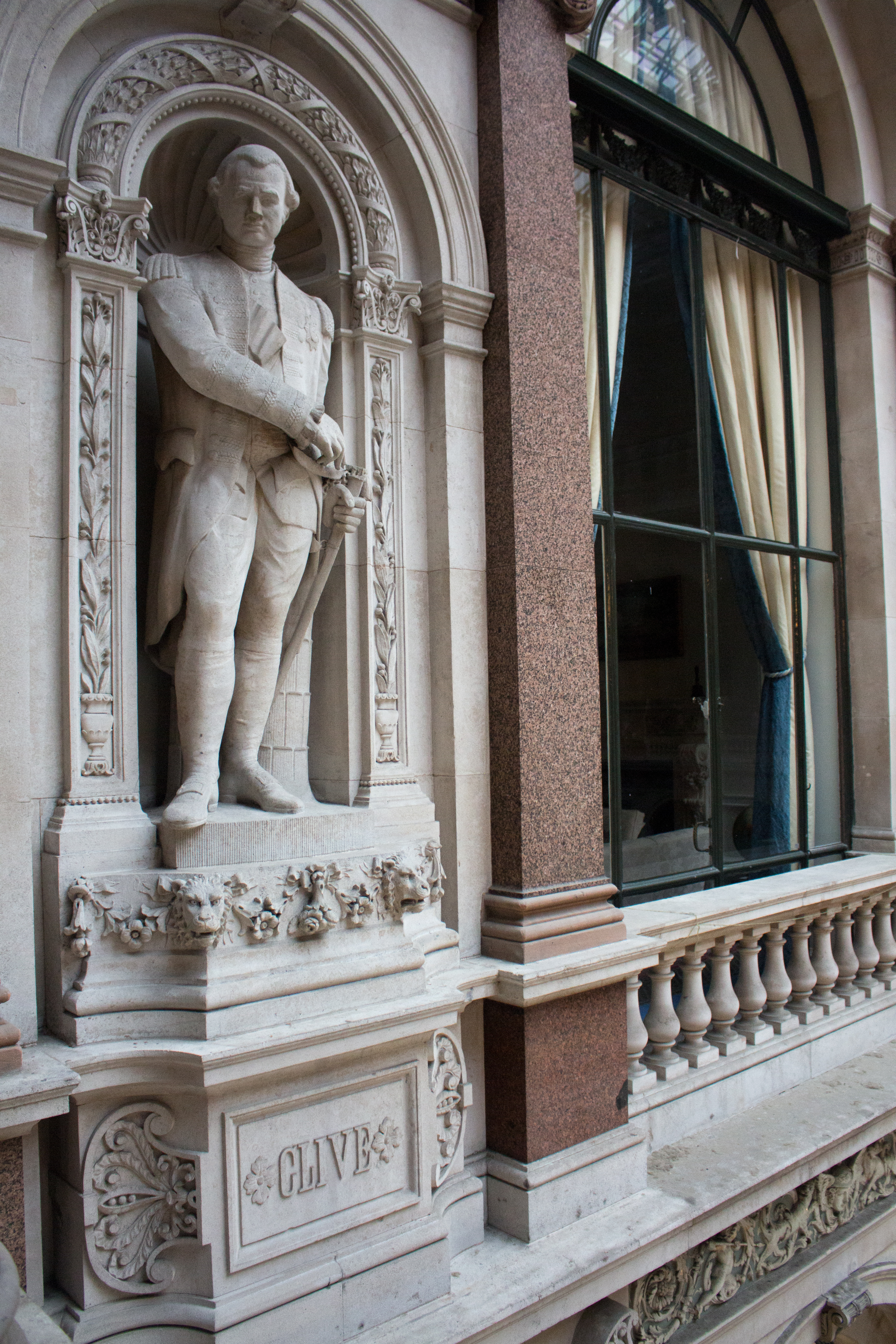
Standbeeld van Robert Clive in het Britse ministerie van buitenlandse zaken.

Britse historici uit het koloniale tijdperk deden de stichting van het rijk meestal af als een onbedoeld neveneffect van de "wetteloosheid", "anarchie" en "chaos" die heersten in het India van de 18e eeuw. De East India Company werd in de ogen van deze apologeten tegen haar wil in een machtsvacuüm getrokken. Inheemse heersers zouden tot vazallen zijn gemaakt om Britse kolonies te beschermen tegen de aanvallen van "wetteloze" Maratha's, Afghanen of andere "krijgsheren". Hedendaagse historici verwerpen deze zienswijze. Hoewel er waarschijnlijk geen vooropgezet uitgestippeld plan was voor de verovering van India, laten de acties van aanvoerders als Clive zien dat vaak sprake was van Britse agressie. Zover inderdaad sprake was van "wetteloosheid" of "chaos", lijkt die mede te zijn veroorzaakt door de acties van de Britten zelf. Verder was het de Britse imperialistische politiek die een einde maakte aan de opkomst van inheemse staten die het "machtsvacuüm" hadden kunnen vullen.

### Zelfverrijking en schandaal
Clive is door latere historici vaak verantwoordelijk gesteld voor economische misstanden en corruptie onder bestuur van de East India Company, en daarmee indirect voor het instorten van de economie van Bengalen en de eruit voortkomende hongersnood van 1770, waarbij volgens sommige schattingen 20% van de bevolking omkwam. Zelfs van enkele tijdgenoten kregen zijn "schandalige" zelfverrijking en het gebrek aan optreden tegen corrupte beambten harde kritiek.
De met een fortuin uit India terugkerende beambten, waarvan Clive de belangrijkste was, stuitten in het Engeland van de 18e eeuw op de verontwaardiging en minachting van hun landgenoten, die hen spottend "nabobs" noemden, en hun rijkdom jaloers spiegelden aan die van "oosterse despoten". Het principe dat de staat zorg draagt voor de burger was stevig in het Britse publieke bewustzijn geworteld. Daarnaast werd van een bestuurder, in tegenstelling tot een handelaar, verwacht dat hij het publiek diende in plaats van zijn eigen zakken te vullen.
In het India van de 18e eeuw waren zulke principes onbekend. Het enige dat de bestuurders van de Company onderscheidde van hun inheemse rivalen was hun afkomst van buiten India. Het voornaamste doel van Indische heersers en bestuurders was de belastingheffing op landopbrengst. Onder de Mogols en hun voorgangers was het prestige van de vorst primair afhankelijk van de omvang van zijn rijk, en van veroveringen waarmee het rijk verder uitgebreid werd. De zelfverrijking onder beambten van de Company verschilde niet van die onder belastinginners die inheemse vorsten dienden. Vergeleken met inheemse heersers waren de pogingen van de Company om de bevolking af te persen niet uitzonderlijk, en komen ze zelfs redelijk mild over. Hongersnoden waren ook in de 17e eeuw voorgekomen, in een periode van relatieve welvaart en stabiliteit onder de Mogols.

### Nalatenschap
Robert Clive overleed op 49-jarige leeftijd en liet een weduwe en vijf kinderen na; twee zoons en drie dochters. Vier andere kinderen waren jong gestorven. Lady Margaret Clive Maskelyne stierf in 1817, 42 jaar na haar echtgenoot. De oudste zoon, Edward Clive, erfde zijn vaders titel en landgoed. Edward Clive was gouverneur van Madras tussen 1798 en 1803 en werd in 1804 tot earl ("graaf") van Powis benoemd.
In Powis Castle is een zaal ingericht als "Clive Museum", met een tentoonstelling van voorwerpen en memorabilia die Robert Clive uit India meebracht, zoals juwelen, wapens en schilderijen. In 1935 werd een Amerikaanse film over hem gemaakt, getiteld Clive of India.